# Asamblea de Córdoba de 1933
La Asamblea de Córdoba de 1933 fue una reunión en la que se abordó la propuesta de la Diputación Provincial de Sevilla, presidida por Hermenegildo Casas, para la elaboración de un estatuto de autonomía para Andalucía, en el marco de lo establecido por la constitución española de 1931 promulgada durante la Segunda República. 
La reunión, que contó con la asistencia de Blas Infante, fue un relativo fracaso, ya que se esperaba la asistencia de más asambleístas y porque se retiraron la mayor parte de los representantes de las provincias de Almería, Huelva, Granada y Jaén. Los asamblearios de Málaga se abstuvieron.